# Dänischer Reichsrat
Der Dänische Reichsrat (dänisch Rigsrådet) war ein Gremium im Königreich Dänemark vom ausgehenden 12. Jahrhundert bis 1660.
Im Reichsrat waren der dänische Adel und der Klerus vertreten. Im Wesentlichen hatte der Reichsrat zwei Kompetenzen:
1. das Königswahlrecht
2. das Steuerbewilligungsrecht

Der Dänische Reichsrat trug zunächst die Bezeichnung Danehof und war Ausdruck der wachsenden Macht des Adels gegenüber dem dänischen König. Seit 1282 verlangte der Reichsrat von jedem König,  den er wählte, eine sogenannte Handfeste, die bei jeder neuen Königswahl neu ausgehandelt wurde. Dies begrenzte die Macht der Könige teilweise erheblich zugunsten der feudalen Großgrundbesitzer.
Vor der Reformation in Dänemark 1536 hatte der Reichsrat ca. 30 Mitglieder, danach nur noch 23, die dann vom König auf Lebenszeit ernannt wurden.
Im dänischen Staatsstreich von 1660 unter Frederik III. schaffte sich der Reichsrat schließlich selber ab. Dies gilt als Anfang des Absolutismus in Dänemark – des einzigen in Europa, der durch eine Verfassung, die Lex Regia, „für alle Zeiten“ fest geschrieben war. Tatsächlich sollte die Lex Regia aber nur bis zur dänischen Verfassung von 1849 gelten.